# Bronnweiler
Bronnweiler is een plaats in de Duitse gemeente Reutlingen, deelstaat Baden-Württemberg, en telt 1051 inwoners (2007).